# Remuláda
Remuláda, francouzsky rémoulade, je francouzská studená omáčka, která se  skládá z majonézy ochucené hořčicí, šalotkami, kapary, ančovičkami a různými bylinkami. Někdy obsahuje také křen, s čímž snad souvisí možný původ slova remuláda ve výrazu rémolat „křen“, užívaném v Pikardii na severu Francie, odkud tato omáčka pochází. Kromě křenu existuje i mnoho dalších možných přísad v závislosti na místní tradici, například kurkuma, kari, Tabasco, nebo chili. Podobá se jí tatarská omáčka, ale ta v tradičním francouzském pojetí obsahuje méně bylinek a namísto slaných kaparů a ančoviček obsahuje nasládlé nakládané okurky.
Klasická francouzská remuláda se servíruje především k mořským plodům, je bohatě ochucená bylinkami, jako jsou estragon a kerblík, a obsahuje slané přísady jako jsou kapary, ančovičky nebo cornichony. Ve Skandinávii se podává k hovězímu, drůbeži i rybám, a mívá žlutou barvu díky přísadě kurkumy nebo kari. Sendvič s platýsem a remuládou je považován za dánskou klasiku. V kuchyni louisianského New Orleansu se servíruje ke krabím koláčům, rakům a dalším mořským plodům, a také k zelenině nebo vejcím. Místní varianta vznikla kolem roku 1900 a vyznačuje se pálivou přísadou: omáčkou Tabasco, nebo chili. Šéfkuchař Josef Bitterman uvádí recept na remuládu se sardelovým výtažkem, hořčicí, kapary, kerblíkem, okurkou, petrželkou a estragonem.